# Ботвиновський Максим Ничипорович
Макси́м Ничи́порович Ботвино́вський (нар. 1888, Тараща — пом. 8 грудня 1937, Казахстан) — український кооператор, член Правління «Молочарспілки», громадський діяч УНР. Репресований 1937 року.

## Загальні відомості
До революції був земським діячем.
За УНР — голова правління Київського губернського союзу кооперативних союзів, член Правління Дніпросоюзу, представником якого був у фінансовому кооперативному комітеті, створеному 8 грудня 1918 року.
У ніч з 24 на 25 березня 1919 року разом з дружиною, а також подружжями членів Правління «Дніпросоюзу» Гавсевича і Вікторова був заарештований більшовиками.
За радянських часів працював членом правління «Молочарспілки». Проживав у Києві.
17 серпня 1929 року був заарештований. Згодом засуджений до трьох років позбавлення волі з пораженням у правах строком на два роки.
21 вересня 1932 року колегією ОДПУ СРСР висланий до Казахстану строком на три роки. 1 грудня 1937 року трійка УНКВС Алма-Атинської області засудила його до розстрілу.
Вирок виконано 8 грудня 1937 року (за іншими даними — 2 грудня).
11 вересня 1989 року Пленум Верховного суду УРСР скасував вирок за справою щодо нього, припинивши її за відсутністю складу злочину.